# 新産業都市建設促進法
新産業都市建設促進法（しんさんぎょうとしけんせつそくしんほう）は、大都市における人口および産業の過度の集中を防止し、ならびに地域格差の是正を図るとともに、雇用の安定を図るため、産業の立地条件および都市施設を整備することにより、その地方の開発発展の中核となるべき新産業都市の建設を促進し、もって国土の均衡ある開発発展及および国民経済の発達に資することを目的として制定された法律である。
新産業都市建設促進法等を廃止する法律（平成13年3月30日法律第14号）によって廃止（施行日：2001年4月1日）された。